# Nummela flygfält
Nummela flygfält (ICAO: EFNU, finska: Nummelan lentokenttä, engelska: Helsinki West) är ett flygfält i Vichtis i det finländska landskapet Nyland. Nummela flygfält ligger vid Stamväg 52 på Lojoåsen nära Vichtis kommuns administrativa centrum Nummela. Flygfältet opereras av Nummelan Lentokenttäyhdistys ry. Hösten 2021 infördes ett automatiskt övervakningssystem som upptäcker och varnar för hinder på landningsbanan.
Det finns ingen bränslestation på Nummela flygfält. Flygfältet har ett strängt miljötillstånd som begränsar motorflyg. 

## Historia
Nummela flygfält byggdes år 1940 för att användas av Finlands flygvapen. Tillkomsten påverkades särskilt av händelserna i Estland, där Sovjetunionen hade krävt tillgång till flygfälten i Tallinn och Paldiski. Det behövdes fler flygfält i södra Finland och Nummela lämpade sig som arbetsfält för flygande enheter som opererade i Finska viken. Nummela flygfält började byggas redan under vinterkriget. Under mellanfreden använde en separat flygdivision Nummela flygfält som sin bas med flygplan av typen Blackburn Ripon.